# Аварія — дочка мента
«Аварія — дочка мента» (рос. «Авария — дочь мента») — російська радянська гостросюжетна молодіжна драма режисера  Михайла Туманішвілі. Фільм знятий за сценарієм  Юрія Короткова на кіностудії «Мосфільм» в 1989 році.

## Сюжет
Аварія (Валерія) — школярка, тоді як її батько, Олексій Ніколаєв — старший лейтенант міліції, який з одного боку змушений за службовим обов'язком відловлювати таких, як вона, «неформалів», а з іншого — витягувати свою дочку з відділу міліції, куди вона була доставлена за порушення громадського порядку разом з іншими представниками молодіжної субкультури. Конфлікт батька і доньки зумовлений зміною епох, коли навіть шкільні вчителі не можуть відповісти учням, чому вони ще вчора говорили одне, а тепер — інше. Лихе життя, в якому знаходиться місце і втечі з дому, і порізаним венам, доводить Аварію до групового зґвалтування бандою мажорів. Нещастя примиряє батька і доньку. Тепер міліціонер Ніколаєв мстить ґвалтівникам, нехтуючи законом, на сторожі якого він завжди стояв. Мажори гинуть в автомобільній аварії, Ніколаєва тут же заарештовують колеги. Валерія просить вибачення у свого батька.

## У ролях
- Оксана Арбузова —  Валерія Ніколаєва, «Аварія»
- Володимир Ільїн —  Олексій Ніколаєв, батько Валерії
- Анастасія Вознесенська —  Віра Ніколаєва, мама Валерії
- Микола Пастухов —  дід Валерії
- Борис Романов —  Андрій Олегович
- Олег Царьов —  «Діловий», хлопець з білої «п'ятірки» (ВАЗ-2105)
- Ігор Нефьодов —  «Лисий», хлопець з білої «п'ятірки»
- Сергій Воробйов —  Боб, водій білої «п'ятірки»
- Юрій Шумило —  Алік, хлопець з білої «п'ятірки»
- Любов Соколова —  Юлія Миколаївна, вчителька історії
- Олександр Потапов —  Микола, сержант міліції
- Аліса Прізнякова —  однокласниця Валерії
- Ірина Афоніна —  епізод
- Микола Бармін —  епізод
- Володимир Басов-молодший —  сутенер
- Валентина Березуцька —  пасажирка автобуса
- Ігор Букатко —  однокласник Валерії
- Віра Бурлакова —  пасажирка автобуса
- Марія Виноградова —  контролерка
- Федір Гаврилов —  син робітника-металіста
- Володимир Дмитрієв —  епізод
- Ольга Жукова —  епізод
- Юрій Коротков —  епізод
- Ян Пузиревський —  принциповий однокласник
- Олег Савосін —  епізод
- Олександр Фадєєв —  епізод
- Ольга Федоріна —  лікар швидкої допомоги
- Ладлена Фетисова —  подруга «Ділового»
- Борис Юрченко —  робітник-металіст
- Олександр Залдостанов —  байкер
- Валентина Березуцька — пасажирка автобуса в окулярах

## Знімальна група
- Сценарій:  Юрій Коротков
- Режисер: Михайло Туманішвілі
- Оператор:  Борис Бондаренко
- Композитор:  Віктор Бабушкін
- Художник: Тетяна Лапшина